# Château de Heidwiller
El castillo de Heidwiller es un castillo histórico ubicado en Heidwiller, en el departamento francés de Haut-Rhin.

## Historia

### Historia antigua
Perteneció originalmente a los Señores de Heidwiller, una familia que data de 1105, mencionada por la poderosa familia vasalla, los Condes de Ferrette. En 1356 el castillo fue gravemente dañado por un terremoto que dañó gran parte de Basilea y sus alrededores. Fue reconstruido y en 1367 pasó a ser propiedad de los nobles de Morimont. Después de la reconstrucción, solo la torre norte y el piso superior seguían siendo originales.

### La revolución francesa y el reinado del terror
La familia Reinach lo compró en 1486 y siguió siendo su propietaria hasta la Revolución Francesa. El castillo actual fue construido a principios del siglo XVI y en el siglo XVIII se realizaron nuevos vanos en las torres y ventanas arqueadas. Tras ser confiscado durante la Revolución, sirvió como prisión durante el Terror. Fue vendido como propiedad nacional en 1795; fue en este momento cuando se demolieron las dos torres y las dependencias del castillo. En 1849 fue comprada por Bernard Couchepin, entonces alcalde del pueblo.

### Historia moderna
Luego fue vendido en 1862 a una familia de industriales de Mulhouse. La familia Kestner lo adquirió en 1899 y forjó la puerta de hierro, que todavía es visible hoy. Fue registrado como monumento histórico desde 1996.